# 南柏駅

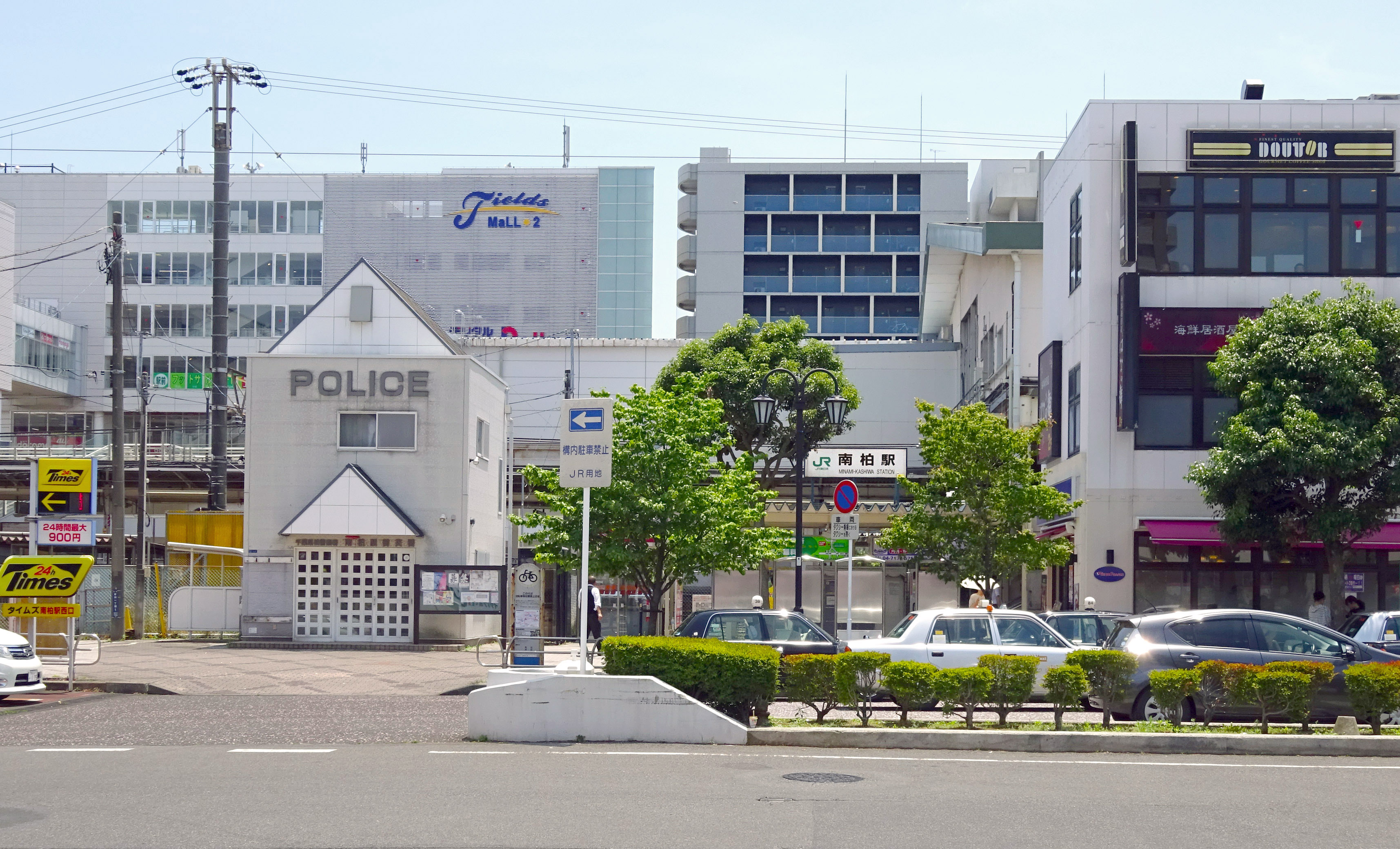
西口（2016年6月）

南柏駅（みなみかしわえき）は、千葉県柏市南柏一丁目にある、東日本旅客鉄道（JR東日本）常磐線の駅である。駅番号はJL 27。

## 概要
東日本旅客鉄道（JR東日本）の常磐線各駅停車が停車する。
駅からの主な動線整備としては駅東口側に各主要施設を結ぶ歩行者デッキ（ペデストリアンデッキ）が整備されている。
1990年代頃までは当駅から西側の線路沿い周辺に小さな商店街があったが、2000年代初頭に大幅な都市再開発が行われ様変わりした。特に駅周辺の区画や道は大きく変わり、南柏駅開業当初からの風景は大きく変わった。フィールズ南柏が立地するところには、かつて住宅展示場があった。流山市との境界が駅西側を通る。
当駅にはJR東日本都市開発運営のミニ駅ビルであるスキップ南柏（skip）、近傍には大型商業施設のフィールズ南柏（生鮮市場TOPなど）、キュア・ラ（Cure・La）、カスミフードスクエア南柏駅前店、ビッグ・エー柏南柏店、京北スーパーアプリス店のほか、雑居ビル・集合住宅など様々な用途の建造物が混在している。
駅周辺にはかつてドラッグストアのマツモトキヨシが多く出店しており、西口徒歩3分の国道6号沿い、東口徒歩3分の千葉銀行向かいにも存在していた。現在もアクロスプラザ流山・光ヶ丘・豊住・中新宿と周辺には多く存在し、駅前では東口駅前のショッピングビルであるフィールズ南柏、キュア・ラの両方に出店している。この2店舗とアクロスプラザ流山以外は、かつてスーパーマーケット業態の「スーパーマツモトキヨシ」として営業していた建物や土地をドラッグストアに転換したものである。

## 歴史
1953年に駅間距離の長い北小金-柏間の中間駅として設置され、駅西側地区の土地区画整理事業が進められた。東口は開業時に設置されていなかったが、1957年に光ケ丘団地が造成されて以来、南部地区を中心として住宅開発が急速に進み東口開設が要望されていた。1970年2月に南柏駅東口開設期成同盟が設立され、柏市では東口開設を国鉄に請願し、同年9月に承諾された。1971年3月、東口開設の起工式が行われ、橋上化の改築にあわせて1971年12月、東口が開設された。橋上化した時の駅舎は620平方メートルの駅本屋と幅6m、長さ24.5 mの自由通路を整備。

### 年表
- 1953年（昭和28年）10月1日：日本国有鉄道の駅として開業[2]。開業当初は対向式ホーム2面2線の配線で、下りホーム上に今の西口側につながる小さな駅舎があった[6]。
- 1961年（昭和36年）10月：上りホームの外側（今の東口側）に線路が引かれ、配線が2面3線に変更される。中線の2番線は、通過列車の待避や、当駅折り返しの各駅停車（当時、上野駅 - 取手駅間を運転）用として使用されていた[7]。
- 1970年（昭和45年）4月10日：帝都高速度交通営団（当時）千代田線との相互乗り入れによる複々線化工事のため、1面2線に変更される。このため、当駅での列車待避が不可能となり、ダイヤ改正が実施された。
- 1971年（昭和46年）
  - 3月30日：東口開設の起工式が行われた。
  - 4月20日：千代田線との相互乗り入れが開始され、当駅に停車する列車は、緩行線の各駅停車のみとなる。
  - 12月21日：橋上駅舎が完成し、東口が新設される[8]。
- 1972年（昭和47年）2月：東口駅前にバス発着場が新設され、これまで西口発着だった光ヶ丘団地方面行きのバスが、東口発着に変更される。この結果、松戸側にあった踏切が廃止される。
- 1987年（昭和62年）4月1日：国鉄分割民営化により、東日本旅客鉄道（JR東日本）の駅となる[2]。
- 1992年（平成4年）12月11日：自動改札機を設置し、使用開始[9]。
- 1999年（平成11年）3月27日：ミニ駅ビルスキップ南柏が開業[10]。
- 2001年（平成13年）11月18日：ICカード「Suica」の利用が可能となる[広報 1]。
- 2014年（平成26年）11月16日：みどりの窓口の営業を終了。
- 2021年（令和3年）10月28日：スマートホームドアの使用を開始[11]。

## 駅構造
緩行線上に設けられた島式ホーム1面2線を持つ地上駅で、橋上駅舎を有している。改札口は1か所。出入口は、東口と西口の2か所がある。改札内外にエスカレーター・エレベーター・トイレ等が新設された。柏駅が管理し、JR東日本ステーションサービスによる業務委託駅である。お客さまサポートコールシステムが導入されており、早朝はインターホンによる案内となる。また、自動券売機、多機能券売機、指定席券売機、Suica対応自動改札機が設置されている。
2019年（平成31年）3月16日のダイヤ改正後からは、駆け込み乗車の減少に効果があることから電車備え付けの発車メロディを使用している。

### のりば
| 番線 | 路線               | 方向 | 行先                                           |
| ---- | ------------------ | ---- | ---------------------------------------------- |
| 1    | 常磐線（各駅停車） | 下り | 柏・北柏・我孫子・取手方面                     |
| 2    | 常磐線（各駅停車） | 上り | 新松戸・松戸・北千住・ 千代田線・ 小田急線方面 |

（出典：JR東日本:駅構内図）

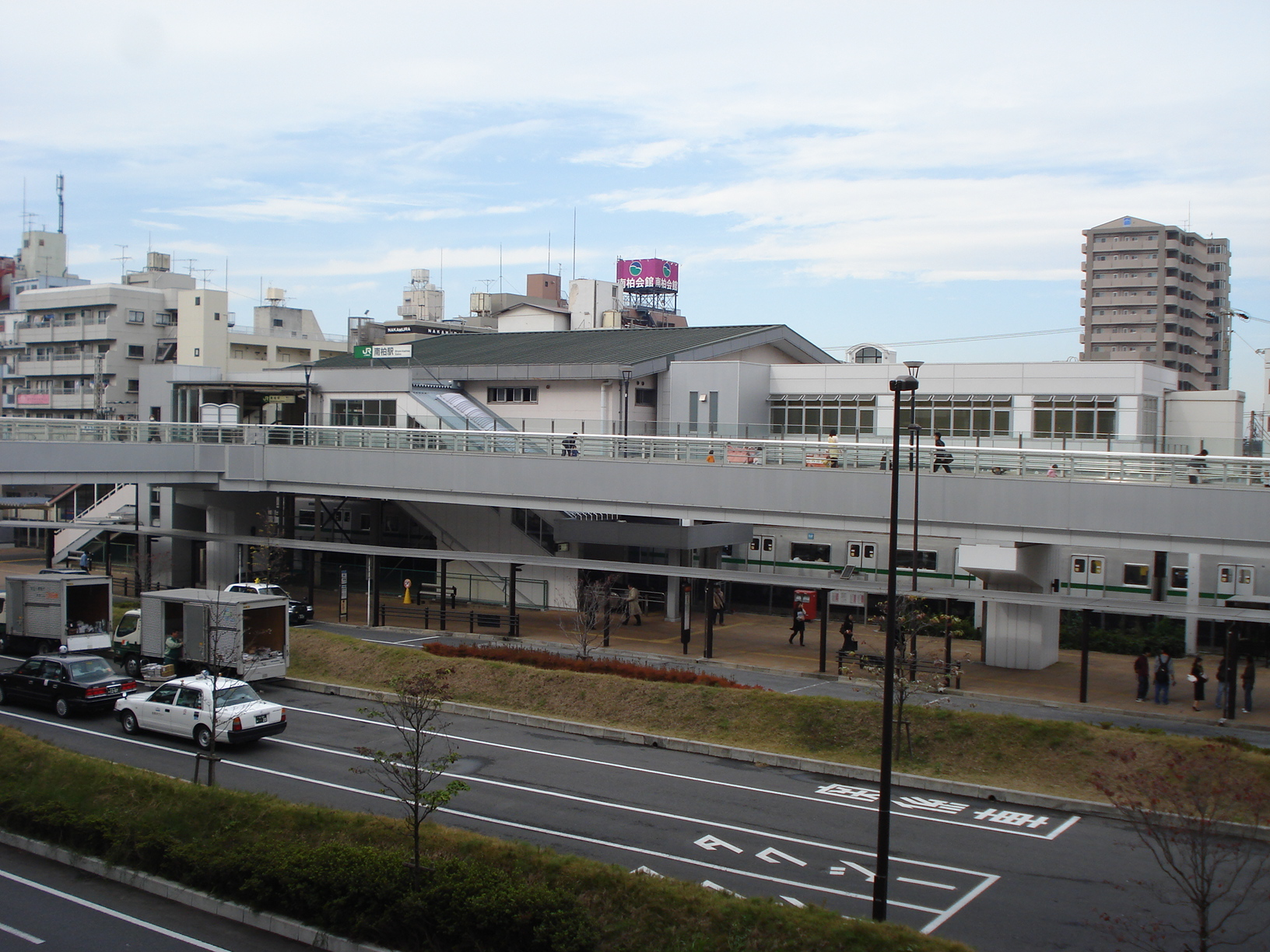
東口ペデストリアンデッキ（2007年11月）
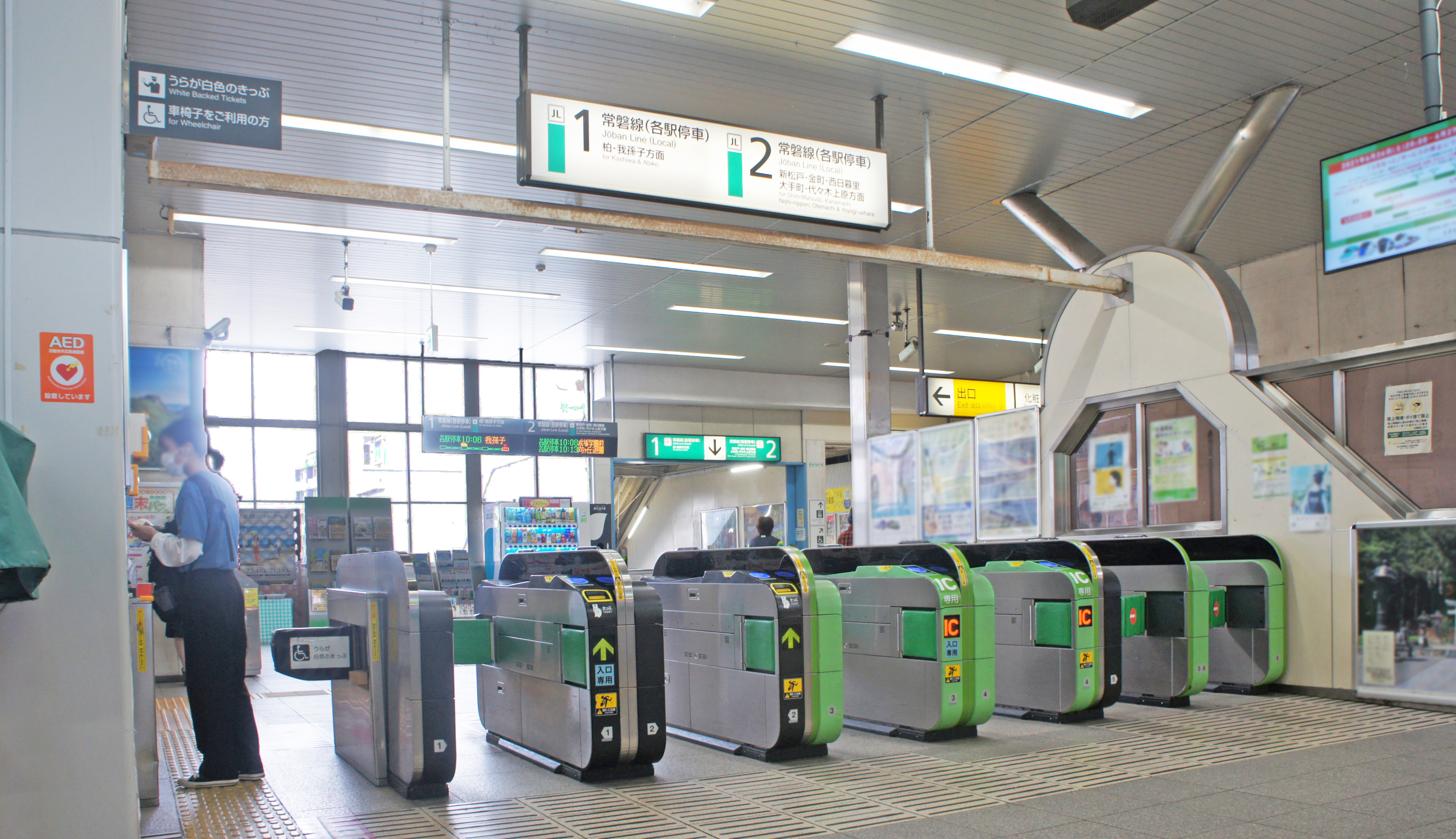
改札口（2021年5月）
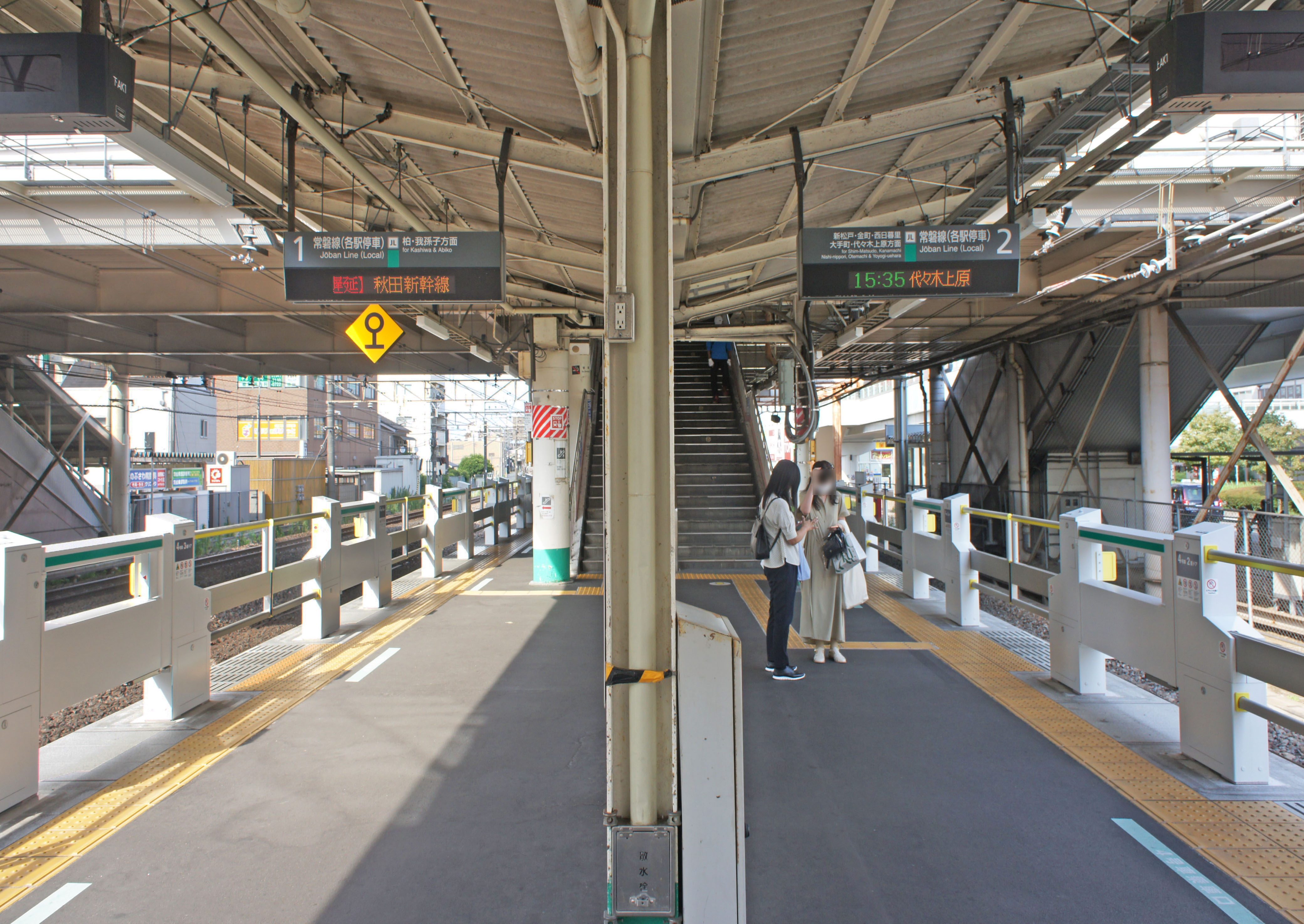
ホーム（2022年7月）

### 駅舎内の施設（駅ナカ・駅ビル）
駅ナカ商業施設としてJR東日本都市開発運営のミニ駅ビル「スキップ南柏（skip）」がある。
- 改札外
  - スキップ南柏[13]。
    - ドトールコーヒー・すき家・はなの舞

  - NewDays
  - 立ち食いそば店「大江戸そば」
  - VIEW ALTTE
  - 指定席券売機

## 利用状況
2023年度（令和5年度）の1日平均乗車人員は30,019人である。
周辺の駅が減少傾向にある中、当駅は再開発の影響もあり2008年（平成20年）まで増加傾向にあった。2009年度（平成21年度）からは微増・微減はあるがほぼ横ばいである。
当駅からの路線バスが光ヶ丘団地や麗澤大学・麗澤中学校・高等学校、東武野田線の新柏駅・増尾駅付近を経由するため、住宅街の駅ではあるが、利用層・利用圏は広い。また、流山市との境に近いため、同市からの利用者もある。
JR東日本および千葉県統計年鑑によると、1990年度（平成2年度）以降の1日平均乗車人員の推移は以下の通りである。
| 年度               | 1日平均 乗車人員 | 出典     |
| ------------------ | ---------------- | -------- |
| 1990年（平成02年） | 27,271           | [ * 1 ]  |
| 1991年（平成03年） | 27,837           | [ * 2 ]  |
| 1992年（平成04年） | 28,381           | [ * 3 ]  |
| 1993年（平成05年） | 29,249           | [ * 4 ]  |
| 1994年（平成06年） | 29,219           | [ * 5 ]  |
| 1995年（平成07年） | 28,909           | [ * 6 ]  |
| 1996年（平成08年） | 28,629           | [ * 7 ]  |
| 1997年（平成09年） | 28,037           | [ * 8 ]  |
| 1998年（平成10年） | 27,722           | [ * 9 ]  |
| 1999年（平成11年） | 27,831           | [ * 10 ] |
| 2000年（平成12年） | 27,786           | [ * 11 ] |
| 2001年（平成13年） | 27,915           | [ * 12 ] |
| 2002年（平成14年） | 28,533           | [ * 13 ] |
| 2003年（平成15年） | 29,393           | [ * 14 ] |
| 2004年（平成16年） | 29,396           | [ * 15 ] |
| 2005年（平成17年） | 29,780           | [ * 16 ] |
| 2006年（平成18年） | 30,886           | [ * 17 ] |
| 2007年（平成19年） | 31,904           | [ * 18 ] |
| 2008年（平成20年） | 32,189           | [ * 19 ] |
| 2009年（平成21年） | 31,806           | [ * 20 ] |
| 2010年（平成22年） | 31,831           | [ * 21 ] |
| 2011年（平成23年） | 31,612           | [ * 22 ] |
| 2012年（平成24年） | 31,616           | [ * 23 ] |
| 2013年（平成25年） | 32,187           | [ * 24 ] |
| 2014年（平成26年） | 31,633           | [ * 25 ] |
| 2015年（平成27年） | 32,315           | [ * 26 ] |
| 2016年（平成28年） | 32,439           | [ * 27 ] |
| 2017年（平成29年） | 32,668           | [ * 28 ] |
| 2018年（平成30年） | 32,889           | [ * 29 ] |
| 2019年（令和元年） | 32,930           | [ * 30 ] |
| 2020年（令和02年） | 25,125           |          |
| 2021年（令和03年） | 27,115           |          |
| 2022年（令和04年） | 28,943           |          |
| 2023年（令和05年） | 30,019           |          |

## 駅周辺

### 東口
- 学校法人廣池学園 - 麗澤大学、麗澤中学校・高等学校、麗澤幼稚園
- 柏市立光ヶ丘小学校
- 柏市立豊小学校
- 流山市立向小金小学校
- 南柏幼稚園
- フィールズ南柏
  - 生鮮市場TOP（2020年8月29日に、マミーマートから業態変更）、トレジャー・ファクトリーなど
- キュア・ラ（Cure・La）
  - カスミ、イトマンスポーツスクエア南柏など
- 千葉銀行
- イエローハット
- 眼鏡市場

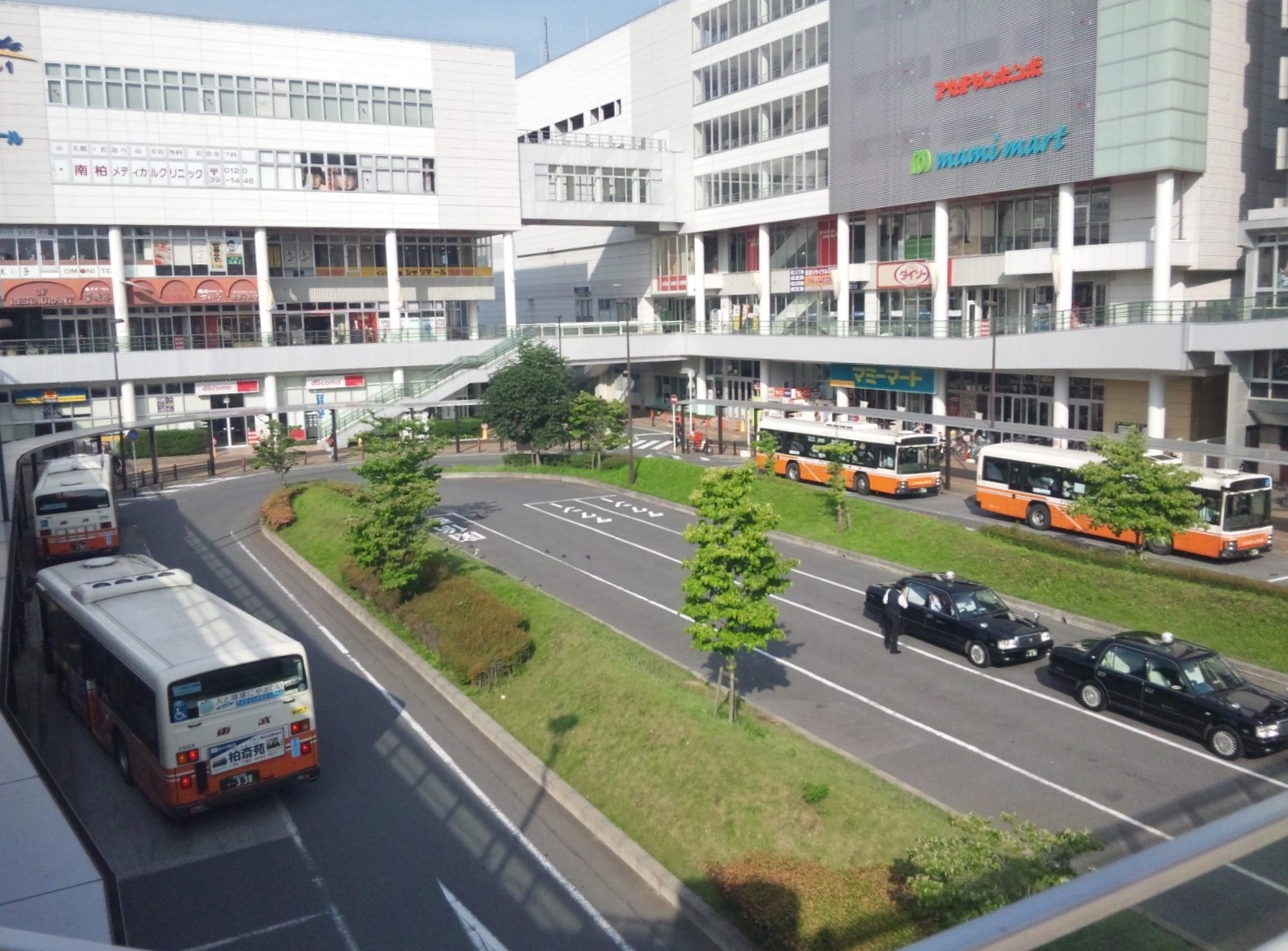
東口駅前ロータリー
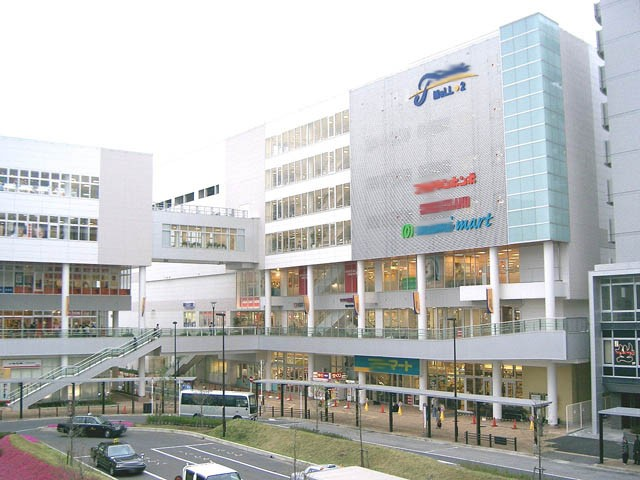
フィールズ南柏
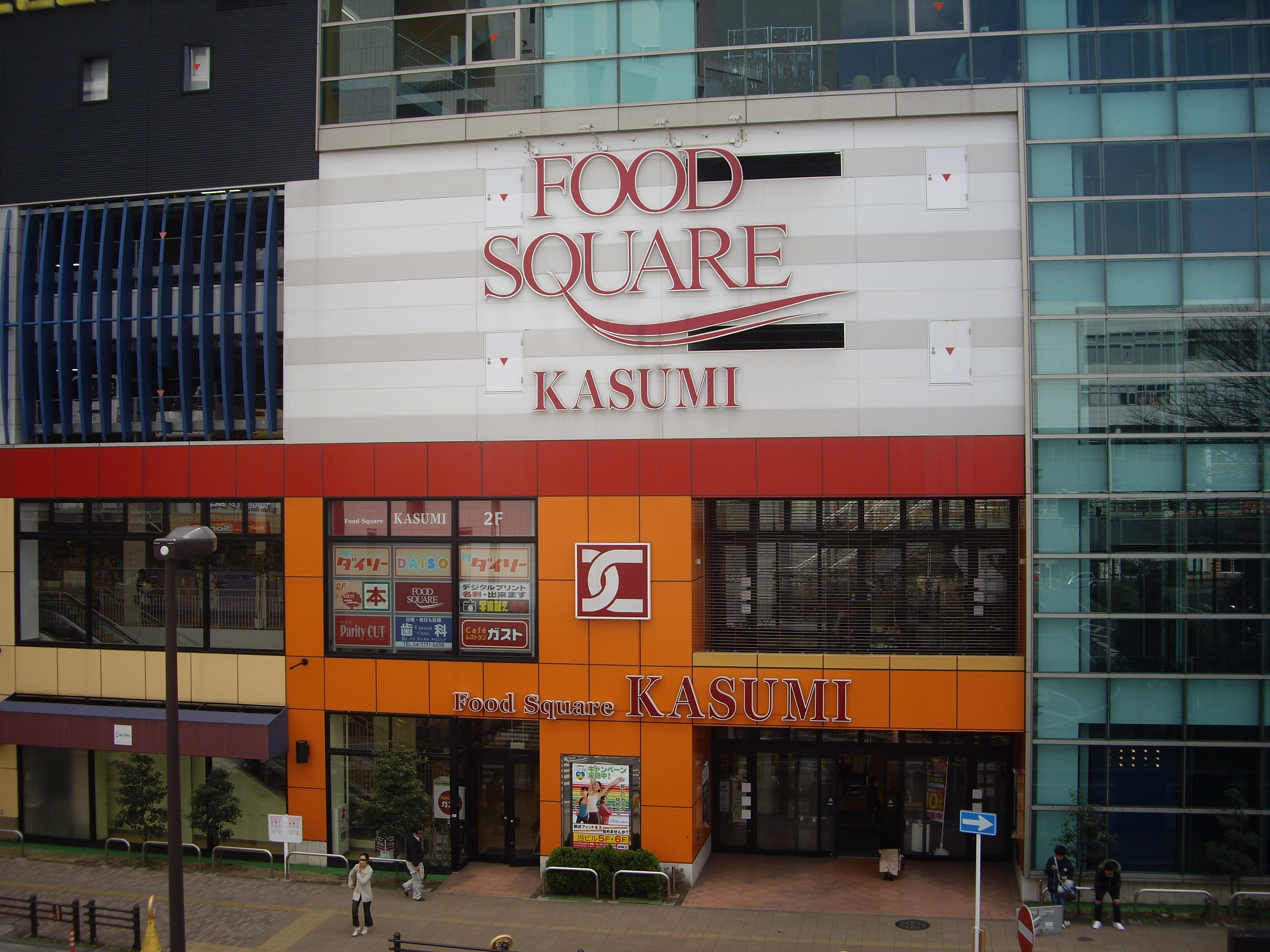
キュア・ラ（Cure・La）

### 西口

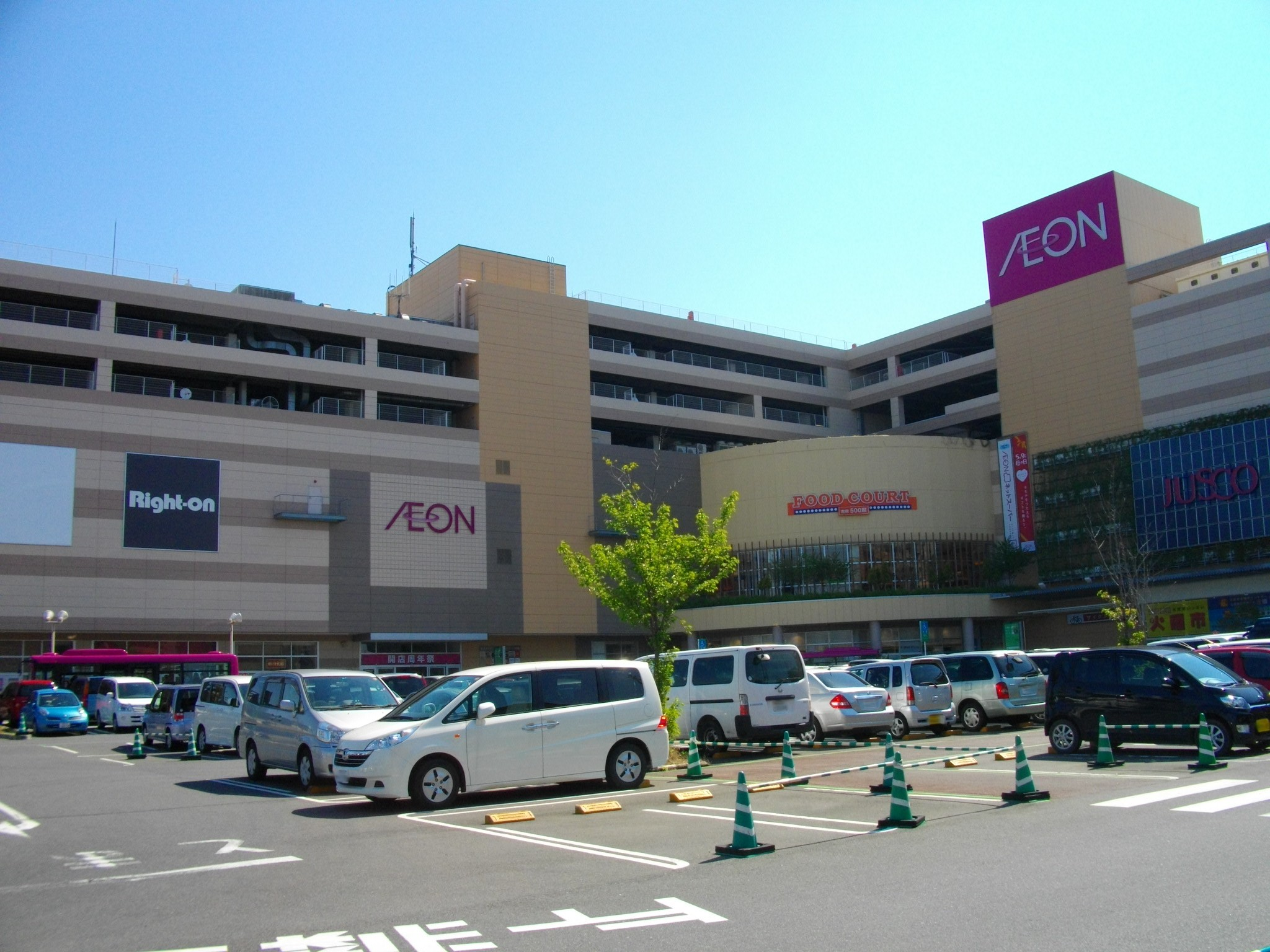
イオンモール柏

- 国道6号
  - 旧日光街道入口交差点
- 柏警察署南柏駅前交番
- 南柏駅前郵便局
- 流山松ヶ丘郵便局
- 京葉銀行
- スキップ南柏
- ビッグ・エー柏南柏店
- 京北スーパーapris店
- ニッポンレンタカー
- AOKI
- イオンモール柏（無料送迎バスあり）
- アクロスプラザ流山
- 流山運転免許センター
- 国土交通省千葉国道事務所　柏維持修繕出張所

## バス路線
主に、東口からは柏市光ヶ丘・酒井根、松戸市根木内方面へ、西口からは流山運転免許センター方面への路線バスと、流山市のコミュニティバス「流山ぐりーんバス」が発着する。
| のりば     | 運行事業者         | 系統・行先                                                                                | 備考                                                                  |
| 南柏駅東口 | 南柏駅東口         | 南柏駅東口                                                                                | 南柏駅東口                                                            |
| ---------- | ------------------ | ----------------------------------------------------------------------------------------- | --------------------------------------------------------------------- |
| 1          | 東武バスセントラル | - 南柏01・南柏04：酒井根 - 南柏05：南部クリーンセンター - 南柏07：増尾駅 - 柏26：柏駅東口 | - 「南柏04」「南柏05」は深夜バスの運行有り - 「柏26」は1日3本のみ運行 |
| 2          | 東武バスセントラル | （降車専用）                                                                              | （降車専用）                                                          |
| 3          | 東武バスセントラル | - 南柏02：酒井根 / 光ヶ丘 - 南柏06：麗澤幼稚園・麗澤中高前（直行便）                      | - 「南柏02」の酒井根行きは深夜バスの運行有り - 「南柏06」は朝のみ運行 |
| 4          | 東武バスセントラル | - 北小金01：北小金駅 - 南柏02：柏駅東口                                                   | 「南柏02」は1日1本のみ運行                                            |
| 南柏駅西口 |                    |                                                                                           |                                                                       |
| －         | 東武バスセントラル | - 西柏08：南流山駅 / 免許センター                                                         |                                                                       |
| －         | 流山ぐりーんバス   | 松ヶ丘・野々下ルート：松風自治集会所前 / 流山おおたかの森駅                               |                                                                       |

備考
西口は駅前広場が狭く、タクシーしか入れないため、バス停留所は徒歩1分程度のビッグ・エー柏南柏店（駅前商店街跡の再開発ビル）前に設置されている。

## 隣の駅
東日本旅客鉄道（JR東日本）
 常磐線（各駅停車）
北小金駅 (JL 26) - 南柏駅 (JL 27) - 柏駅 (JL 28)

### 記事本文